# Историја анестезије
Историја анестезије је хронолошки приказ развоја једне медицинске дисциплине без које је немогуће намерно изазвати стање привремене неостељивости, а по потреби и сна, о коме је од свог постанка човек желео контролише и спроводи. У многим записима постоје приче о иззазивању безболмости код људи који болују од бола. Дуго је познато да постоје биљни сокови који, убрузгани у крв, могу привремено да га паралишу, па су таква средства често коришћена у борби примитивних племена. Вековима је познато да семе неких биљака може увести човека у сан, или код њега изазвати халуцинације, и зато постоји израз у народу, када неко изговара глупости...да се најео бунка.
Посебно је било болно када су људе оперисали Грци и Римљани. Грци су само понекад оперисали људе, када је то било неизбежно, тако да су најчешће при порођају умирале труднице и људи који су били теже болесни. Често су примењивали и грубе окрутне физичке мере (гушење, онесвешћивање ударцем итд) које које су изазивале дубок сан, или смрт болесника. Пацијентима су везиване руке и ноге за операциони сто, када су обављане ампутације или други тешки оперативни захвати.
Тако је потреба и жеља да се избегне бол, човека навела да све више истражује око себе и пронађе начине да тај боле регулише. Али требало је да прође много векова да се из ових човекових хтења развије савремена наука — анестезиологија.

## Паралелизам развоја хирургије и анестезије
До 19. века анестезија није примењивана у медицини у данашњем облику, па су људи током операције осећали јак бол. У операционим салама је постојала особа задужена да умири болесника, за време извођења медицинских процедура. Да би смањио физичке патње током медицинских интервенција, човек је од свог постанка истраживао начине да ублажи бол и смањи патње болесницима.
У било ком историјском раздобљу медицине све учесталији хируршки захвати, наметали су потребу да се они изврше без наношења бола болеснику. Зато су хирургија и анестезији кроз историју биле две гране медицине које се развијају упоредо и једна другу унапређују. Како су се хирузи више усвршавали у овладавању многобројним, све сложенијим и дуготрајнијим техникама у савладавању болесних органа, то је постојала и њихова већа потреба да болесника заштите од шока, бола и непријатности коју хируршки захват, кроз агресивност према њиховом телу, са собом доноси. Тако су историски гледано хирурзи заправо били ти који су су иницирали развој анестезије.
Развијајући себе, анестезиологија је развила многе друге медицинске гране — трансплантациону хирургију, захваљујући апарату за вантелесни крвоток, током које је човек жив, а хирурзи раде свој посао.
Анестезиологија се стално развија као грана медицине и док би некада људи у 55. или 60. години били неподобни за операцију, данас се хируршке интервенције под анестезијом успешно обављају и на људима у деветој деценији, али и код беба старих тек неколико часова, које су се на пример родиле без ануса или са неком другом аномалијом.
Данас су се осим опште, паралелно са развојем специјализованих грана хирургије, издвојиле и специјализоване анестезиологије: неурохируршка, кардиохируршка, али и дечја хируршка анестезија.

## Историјат анестезије на глобалном нивоу
Прве помене анестезије налазимо још 3000. п. н. е. у Месопотамији, у којој су „анестезирали“ пацијенте притискивањем каротидних артерија како би они изгубили свест. Египћани су примењивали први снег како би расхлађивањем (хипотермијом) тела изазивали аналгезију. Источно-кинеска култура развија акупунктуру као посебан облик анелгезије. Шок и сепса веома често су усмрћивали већину оних који су преживели трауму хируршког ножа.
У старим, грчким и римским медицинским текстовима Хипократа, Теофраста, Аула Корнелија Целзуса, Педаниуса Диоскоридеса, Плинија Старијег, по први пут се помиње употреба неких средства за „анелгезију-анестезију“ код болесника са повредама као што су: мандрагора, кокаин, марихуана, хашиш, опијум, алкохол.
У средњем веку прве болеснике су „опијали“ потапањем сунђера у мандрагору или опијум, и његовим подношењем болеснику под нос.
У 13. веку у Италији Теодорик Боргогнони је користио разне мешавине лекова са опијатима како би код болесника изазивао губитак свести. Разни лекови у комбинацији са алкалоидима били су главни ослонац анестезије све до 20. века. У Америци је кокаин коришћен као важан анестетик током операција трепанације (отварања) лобање. Алкохол и његова вазодилаторна својства су такође кроз историју анестезије коришћена у оперативним захватима.
У 17. веку хипотермију (снижавање температуре тела), као облик анестезије међу првима је применио Марко Ауерелио, а нешто касније и један од Наполеонових хируга у збрињавању ратних рана (током ампутације удова).

### Први облици онога што је анестезија
Праве анестезије није било све до 19. века, када су започета прва истраживања у овој области, захваљујући напретку у развоју хемије и физиологије, а хронолошки гледано све се одвијало овако;
- 1800. Хамфри Дејви (Humphry Davy) и Томас Бедоуз (Thomas Beddoes), британски хемичари описују нека својства азотсубоксида (тзв. „рајског гаса“), као што је уклањање бола. Али у тим данима овај азотсубоксид је коришћен у друштву само ради забаве.
- 1818. Фарадеј је открио да етар има сличне особине као азотсубоксид, а Хикман 1824. да и угљен-диоксид може послужити у анестезији, али ера хируршке анестезије још није почела.
- 1842. (30. марта) Крофорд Лонг (Crawford Williamson Long)[5] у Данијелсвилу, Џорџија, први је применио етарску анестезију током успешног оперативног захвата, дајући је свом пријатељу, Џејмсу М. Венаблу (James M. Venable) пре ексцизије (исецања) једног од два тумора из његовог врата. Он је ово своје откриће (из непознатих разлога) објавио тек 1849, две године након Вилијама Мортона који се у Масачусетсу прославио демонстрацијом анестезије, па се као званични (службени) почетак анестезије узима 1844, када је амерички зубар Хорас Велс (Horace Wells), у току вађење зуба применио „рајски гас“ за анестезију.
- 1844. Хорас Велс (Horace Wells), амерички зубар први је извадио болестан зуб пацијенту у анастезији азотсубоксидом. На ову идеју Велс је дошао гледајући јавне представе неког Гарднера Колтона путујућег хемичара-учитеља, који је зарађивао новац тако што је демонстрирао последице удисања азотсубоксида. Нажалост Хорас Велс при покушају јавног приказа своје методе у Масачусетској болници доживљава неуспех и он убрзо губи подршку медицинских кругова због више стручних грешака, што је код Велса изазвало разочарање и тешку психичку депресију, па примат у анестезији преузима његов ученик, сарадник и колега Вилијам Мортон.[6][7]
- 1847. (16. октобра) Вилијам Мортон (William Morton 1819—1868),[8] амерички зубар, након неуспешног покушаја примене азотсубоксида  у анестезији од стране његовог колеге Хораса Велса са којим је једно време успешно сарађивао, изводи своју чувену демонстрацију анестезије, применом етра (саветован од свог некадашњег ментора, професора Џексона, да примени јачи анестетик од азот-оксидула), Мортон у истој клиници у којој је неуспех доживео Велс, доживљава потпуни успех и признање својих колега, после којег се примена анестезије у хирургији проширила по целом свету.
- 1847. Џејмс Јанг Симсон (1811—1870), Британски акушер је предложио употребу другог значајног лека у анестезији хлороформа, откривеног 1831. Ефикасност хлороформа Џејмс Јанг Симсон је доказао примењујући га код трудница за ублажавање порођајних болова.[9] Тако је на почетку свог развоја поред азотсубоксида анестезија добила још два анестетичка средства етар и хлороформ
- 1847. Николај Иванович Пирогов, руски хирург, обавио је прву успешну операцију са анестезијом на бојишту, што је значајно смањило смртност како у току хируршке интервенције, тако и у постоперативном периоду, а затим и инвалидитет, јер анестезија хиругу пружа оптималне услове за рад а рањенику омогућује бржи постоперативни опоравак.[2]

### Анестезија с краја 19. века
Следе нове методе (облици) и нови лекови за анестезију:
- 1874. Пјер-Сипријен Ор (Pierre-Cyprien Ore 1828—1891) изводи прву интравенску општу анестезију хлоралхидратом. Због одложеног и спорог опоравка и високе смртности пацијената ова врста анестезије дуже време наилази на неприхватање.[10]
- 1869. Фридрих Тренделенбург (Friedrich Trendelenburg 1844—1924) [11] изводи прву анестезију преко каниле уведене кроз трахеостому (отвор на гркљану) како би успешно изводио операције у усној шупљини.[12][13]
- 1878. Вилијам Макјуен (William Macewen 1848. – 1924) Шкотски хирург изводи прву ендотрахеалну интубацију кроз уста, као алтернативу трехеотомији, што омогућава пацијенту да дише код едем (отока) глотиса, и током опште анестезије хлороформом. Ова врста анестезије је и данас у употреби.[14][15]
- 1884. Карл Колер (Carl Koller 1857—1944)[16], аустријски офталмолог извео је локалну анестезију корнеје ока укапавањем раствора кокаина на површину ока, што је имало велики значај за даље усавршавање оперативних захвата у офталмологији. Због рефлексних, невољних покрете ока пацијента, који се јављају као одговор на најмањи додир, оперативни захвати на оку без претходне анестезије су јако тешки и ограничени. Karl Koller је након бројних истраживања открио да пар капи раствора кокаина решава овај проблем. Кокаин такође изазива мидријазу, проширење зенице ока па је и ова његова особина коришћена у офталмологији.[17]
- 1885. Вилијам Стјуарт Холстед (William Stewart Halsted 1852. – 1922), амерички хирург извео је прву блокаду живца кокаином, да би у каснијем животу, постао жртва сопствених истраживања и зависник од кокаина и морфина због чега је морао бити послат у санаториум на лечење. Наиме у току боравка у Европи, Холстед је заједно са својим колегама студентима и лекарима, експериментисао са кокаином. Они су убризгавали једни другима у околину живаца кокаин, који је изазивао безбедну и ефикасну локалну анестезију, али су у току истраживања постали и његови зависници.[18][19]
- 1892. Карл Лудвиг Шлајх (Carl Ludwig Schleich 1859–1922), немачки лекар демонстрира своју методу локалне анелгезије инфилтрацијом кокаина у ткиво.[20]
- 1898. Аугуст Бир (August Bier 1861–1949), немачки хирург изводи прву успешну спиналну анестезију [21]

### Анестезија у првој половини 20. века
Новине у анестзији, које су се дешавале упоредо са напорима лекар да се анестезија и анестезиологија прихвате као медицинске специјалнсот, у првој половини 20. века одвијале су се овим редоследом:
- 1901. Морис Катлин увео је каудалну анестезију.
- 1904. Ернест Фурно (Ernest Fourneau) је комерцијализовао у Француској нови анестетик стоваин. Користећи сложену структуру кокаина, он је изумео оригиналан молекул, са сличним активностима, али слабијим токсичним особинама.[22][23]
 Алфред Ајнхорн (Alfred Einhorn 1856. – 1917) [24], немачки хемичар исте године патентирао је новокаин, што је представљало почетак савремене ере локалне анестезије. До тада се као локални анестетик користио кокаин, који је због нежељених дејства (укључујући токсичност и зависност) приморао научнике да трагају за новим локалним анестетицима. За новокаин је утврђено да је релативно безбедан и ефикасан, иако су му анестетички учинци нешто слабији од кокаина, а неки пацијенти су на њега реаговали алергијом. Међутим, ниједан анестетик се није показао ефикаснијим од новокаина па је он врло брзо постао најчешће примењиван локални анестетик. Иако је његова употреба данас увелико замењен Лидокаином, још увек је новокаин у употреби, најчешће у стоматологији.[25]
- 1913. Џејмс Гватми (James Gwathmey) је увео у медицинску праксу ректалну анестезију, за коју је користио мешавину етра и уља. Увођење ректалне анестезије имало је за циљ да ублажи тегобе трудницама у току порођаја, (као једног од најболнијих искустава жена), при чему се овом методом анестезије избегавало удисања анестетика, и његово негативно дејство на мајку и плод.[26][27] Он је и идејни творац апарата ротометра, за контролу тачног довода ваздуха у пацијентова плућа, и велики активиста и организатор, који је 1912. године основао њујоршко удружење анестезиолога.
- 1942. Харолд Грифит (Harold Griffith 1894—1985), канадски анестезиолог уводи у анестезију кураре.[28][29] Увођење курареа, као средства за опуштање мишића значајно је смањило количину потребног анестетика, повећало обим оперативних захвата, побољшало радне услове хирургу и смањило морбидитет и морталитет. Допринос овог Грифитовог открића даљем развоју медицине и анестезије најбоље илуструју историчари медицине, који развој анестезије често деле на раздобља „пре и после Грифита“.[30]

### Анестезија у другој половини 20. века
У периоду после Другог светског рата, анестезија је развијена у три смера.
- Један део се односи на даљи развој технике анестезиологије у оквиру хируршких дисциплина.
- Други део се односио на развој анестезиологије у правцу интензивне терапије.
- Трећи део се односио на лечење акутног и хроничног бола.

Читав развој анестезије у другој половини 20. века, није толико везан за значајна имена, колико за фармакоиндустрију и индустрију медицинских апарата. Анестезиолошки апарати и мониторинг који се користи у операционој сали све више је пратио развој анестезиологије, тако је данас рад анестезиолога незамислив без примене савремених апарата, са новим, софистиицираним електронским командама, потпуно прилагођеним потребама болесника и анестезиолога. То потврђују ова значајнија открића и иновације у анестезији:
Од значајних иноватора и иновација у увом периоду треба навести:
- 1967. Питера Марфија (Peter Murphy) енглеског анестезиолога који је увео у употребу фибероптички ендоскоп за интубацију трахеје.[31] До средине осамдесетих година 20. века, у свету је флексибилни фибероптички бронхоскоп постао незамјенљив инструмент у пулмологији и анестезијологији.[32]
- Артура Бовета који је први објавио ефекат декаметонијума на мионеуралну синапсу. Са Робертом Филипсом били су први који су употребили суксаметонијум за велике абдоминалне операције. Од њих потиче низ открића све до данашњег дана на пољу нових анестезиолошких агенаса.
- 1964. на тржишту се појавио релаксант Панкуронијум бромид, претеча многих релаксаната из групе недеполаризујућих. Употреба релаксаната са различитим деловањем убрзала је и нова научна сазнања о мионеуралној синапси и деловању релаксантних лекова на њу.
- Синтетски инхалациони анестетици из групе халогенираних хидрокабоната појавили су се почетком шездесетих година. Први из те групе били су метоксифлуран и халотан.
- Барбитурати ултракратког деловања су били дуго суверено средство, које се користило за увод у анестезију, за време Другог светског рата и после. Последњих десетак година су скоро избачени из анестезиолошке праксе, без правог разлога. Замењени су новијим средствима са истим ефектом. Бензодијазепини су почели да се користе за премедикацију и мање за увод почетком шездесетих година и до данас се сматрају сувереним.

Што се анестезиолога и хумане анестезиологије као посебне медиицинске дисциплине тиче, овај историјски период се карактерише:
- развојем анестезиологија
- оснивањем бројних удружења широм света, а затим организовање анестезиолога у веће, европске и светске институције,
- стандардизовањем опреме, лекова и знања и
- стална размена лекара између поједниних држава.

### Анестезија у 21. веку
„Дигитална револуција" која карактерише 21. века донела је у анестзију, нове медикаменте, нову технологију и нову опрему;
Уведана је савремена интубација са ларингослопом који користе дигиталне технологије као што су комплементарни метал-оксидни полупроводнички активни пиксел сензор како би се генерисао поглед на глотис тако да се трахеја може успешно и без ризика интубирати.
Од медицинских гасова у анестезији, у неким земљама започета је примена ксенона.